# Kronprinzenstraße 2 (Bonn)

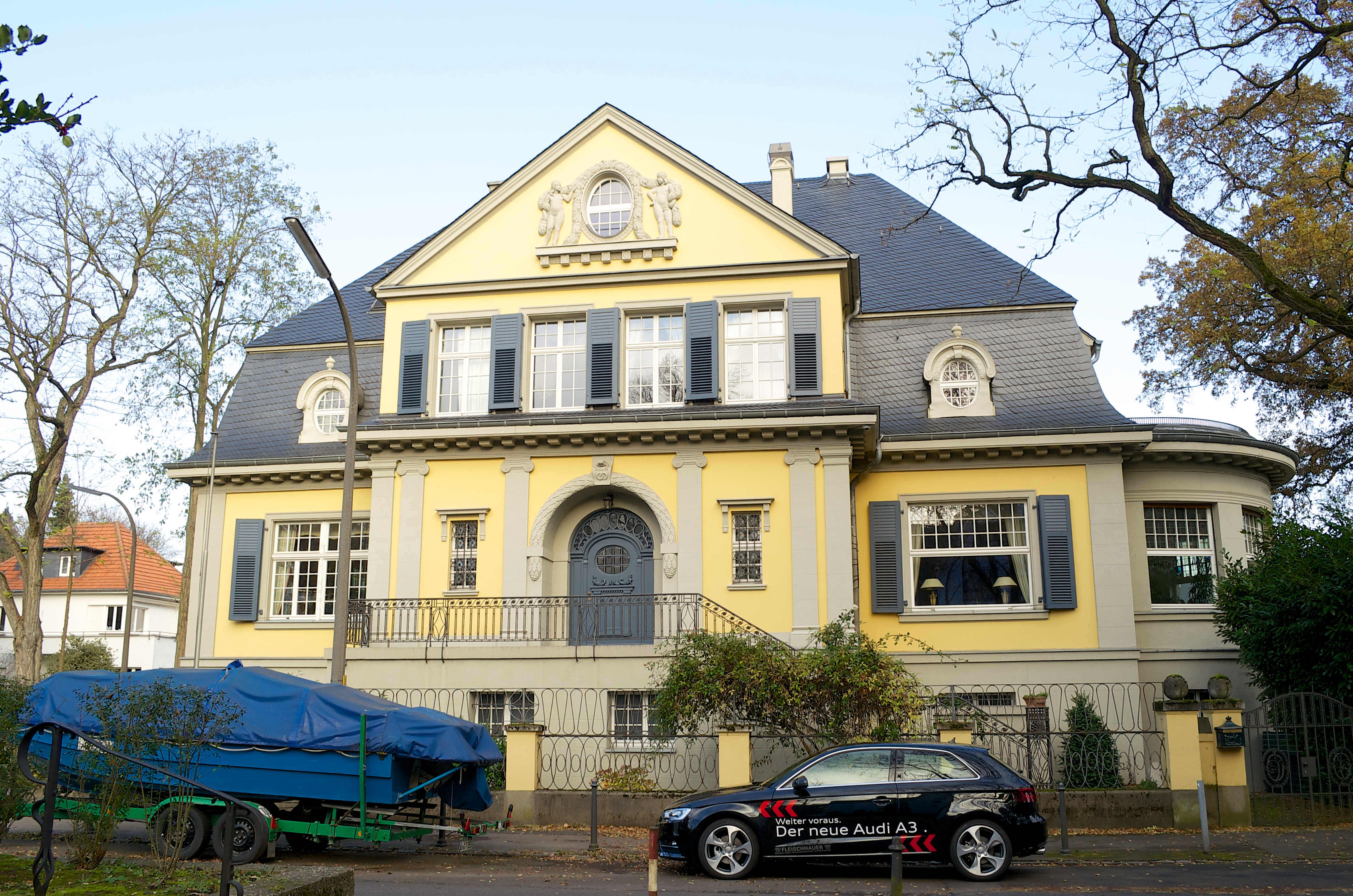
Villa Kronprinzenstraße 2 (2012)

Das Gebäude Kronprinzenstraße 2 ist eine Villa im Bonner Stadtbezirk Bad Godesberg, die 1911/12 errichtet wurde. Sie liegt im Ortsteil Rüngsdorf und wird von Rüngsdorfer Straße, Kronprinzenstraße und Sedanstraße umfasst. Die Villa steht als Baudenkmal unter Denkmalschutz.

## Geschichte
Die Villa entstand nach einem Entwurf und im Auftrag des ortsansässigen Architekten Willy Maß als Bauherr, der zahlreiche Gebäude in Bad Godesberg entwarf. Er bewohnte das Anwesen mit seiner Familie bis 1916; sein Atelier befand sich hinter dem Haus in einem zur Rüngsdorfer Straße gehörigen Hof.:90/91 1919 vermietete Maß die Villa an einen Stahlwarenfabrikanten aus Solingen, der sie später erwarb.:96
Nach der Aufnahme diplomatischer Beziehungen zur Bundesrepublik Deutschland im Jahre 1953 richtete Syrien seine Gesandtschaft (inkl. Konsularabteilung) am Regierungssitz Bonn nach anfänglichem Standort in Köln bis 1954 in der Villa ein. Mit dem Zusammenschluss von Syrien und Ägypten zur Vereinigten Arabischen Republik (VAR) im Jahre 1958 wurde die vormalige Gesandtschaft Syriens zur gemeinsamen Botschaft beider Länder umgewandelt. Nach dem Auseinanderbrechen der Union 1961 war in der Villa nicht mehr die syrische, sondern die Botschaft Ägyptens (zunächst weiter unter dem Namen VAR) beheimatet. Als die diplomatischen Beziehungen zwischen Ägypten und der Bundesrepublik Ende der 1960er-Jahre unterbrochen wurden, nahm von dort aus die Botschaft von Afghanistan mit einer „Abteilung für die Interessen der VAR“ die Geschäfte für das Land wahr. Mit der Wiederaufnahme der Beziehungen im Juni 1972 eröffnete in der Villa eine reguläre Botschaft der Arabischen Republik Ägypten. Später ging sie auch von den bisherigen Privateigentümern in das Eigentum des Landes über.
Im Zuge der Verlegung des Regierungssitzes zog die ägyptische Botschaft 1999 nach Berlin um. Die Villa wird heute als privater Wohnsitz genutzt. Die Eintragung des Hauses in die Denkmalliste der Stadt Bonn erfolgte im Jahre 2000.

## Architektur
Die Villa ist zweigeschossig über einem hohen Sockelgeschoss (Souterrain) errichtet und verfügt über seitliche Anbauten, von denen einer die Eingangstreppe trägt. Stilistisch lässt sie sich dem Neoklassizismus zurechnen. Der Hauptbau umfasst sechs Fensterachsen, von denen die mittleren vier auf einen vorspringenden Mittelrisalit mit dem Eingangsportal entfallen. Seinen oberen Abschluss bildet ein Dreiecksgiebel, dessen Tympanon (Giebelfeld) mit Girlanden und Putten geschmückt ist. Die Fassade wird durch Pilaster gegliedert, die ionische Kapitelle aufweisen. Der Schlussstein des Portalbogens zeigt zwei miteinander verschlungene Ringe und einen darüber sitzenden Frosch. Die Decken des Gebäudes bestehen aus Stahlbeton, den der Architekt hier erstmals zur Anwendung brachte.:95